# Julius Köckert
Julius Köckert, född 5 juni 1827 i Leipzig, död 1918 i München, var en tysk konstnär. Han utförde framför allt historie- och genremålningar.
Köckert utbildades först vid Akademien i Prag under Ruben innan han år 1850 flyttade till München. Hans mest berömda verk, föreställande Harun al-Rashid, målades för Maximilianeum.

## Galleri

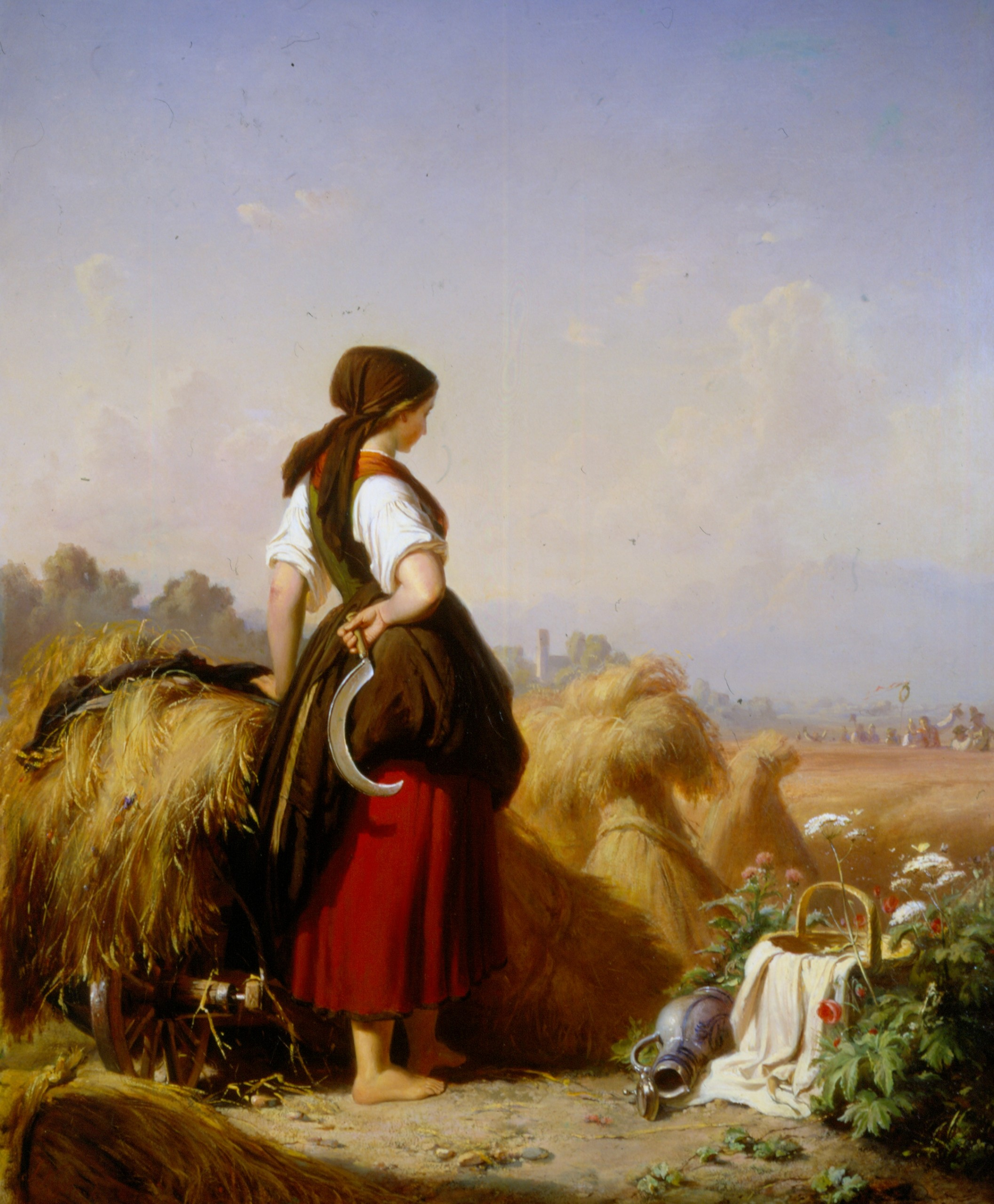
Skördearbeterska, 1856
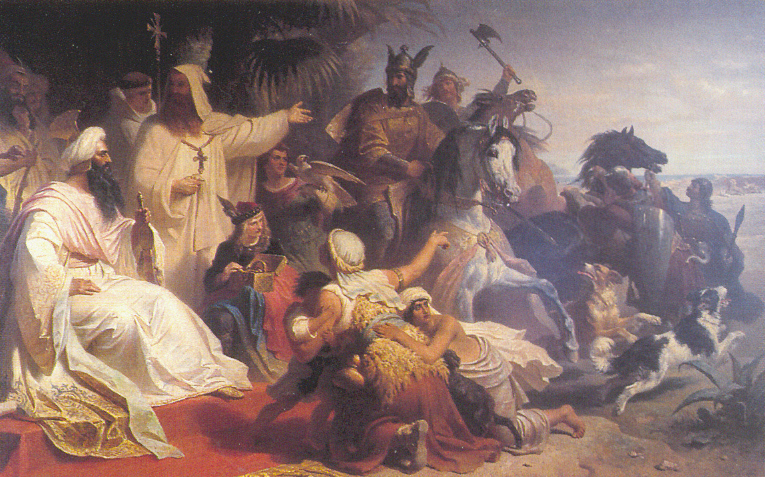
Kalif Harun al-Rashid tar emot Karl den stores delegation i Bagdad, 1864
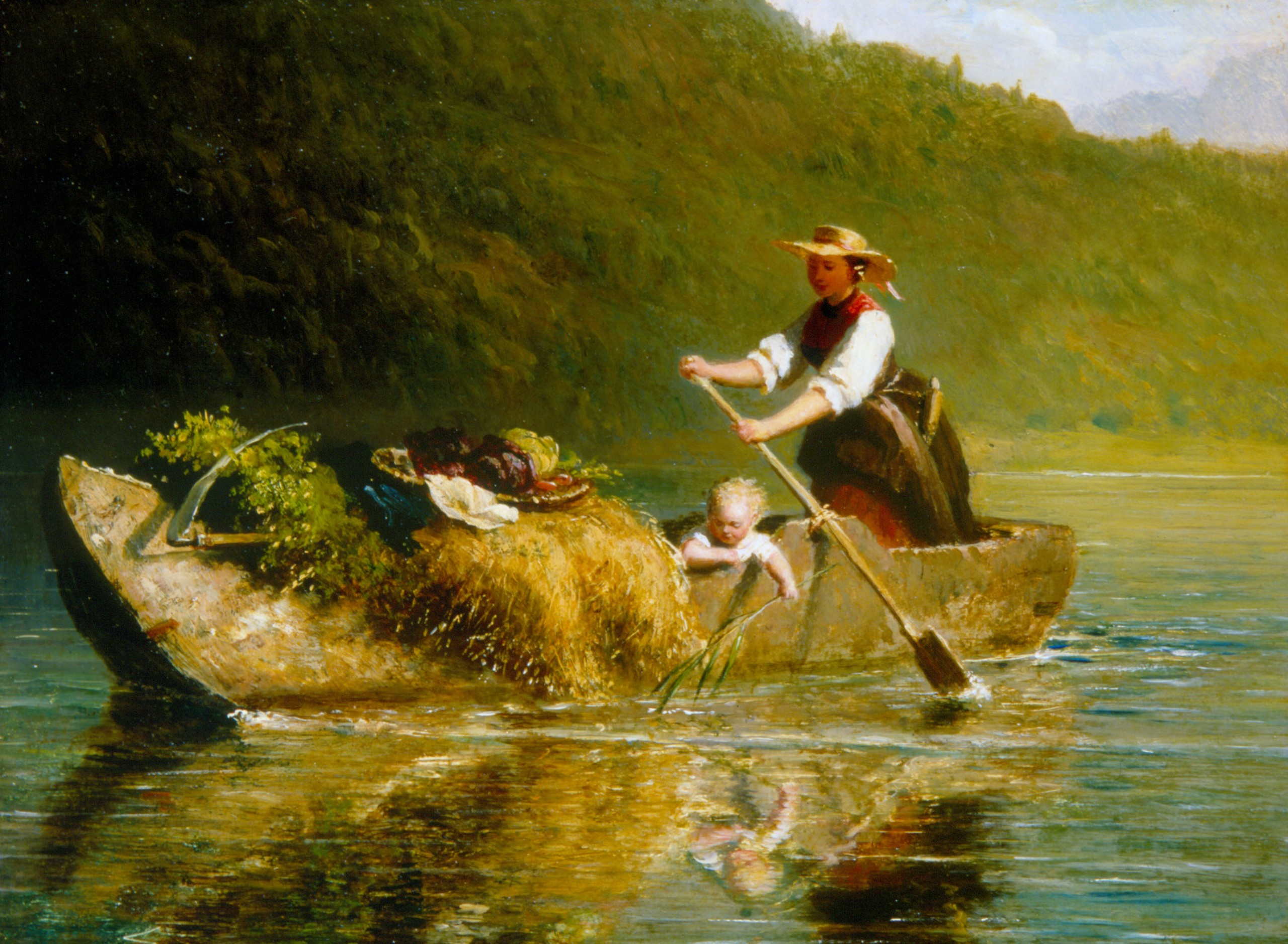
Båtfärd, 1865
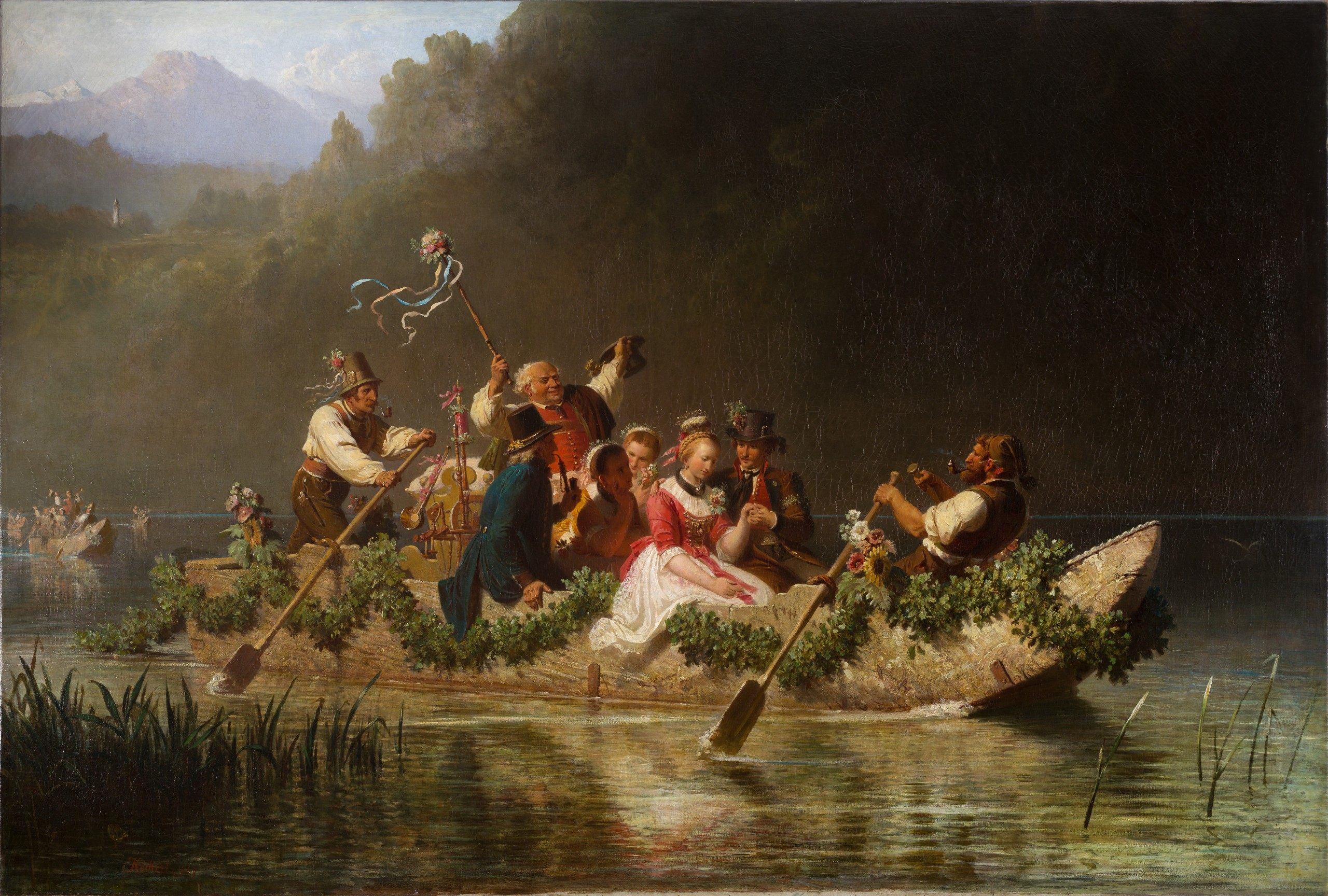
Bröllopståg på en bayersk bergssjö, 1867
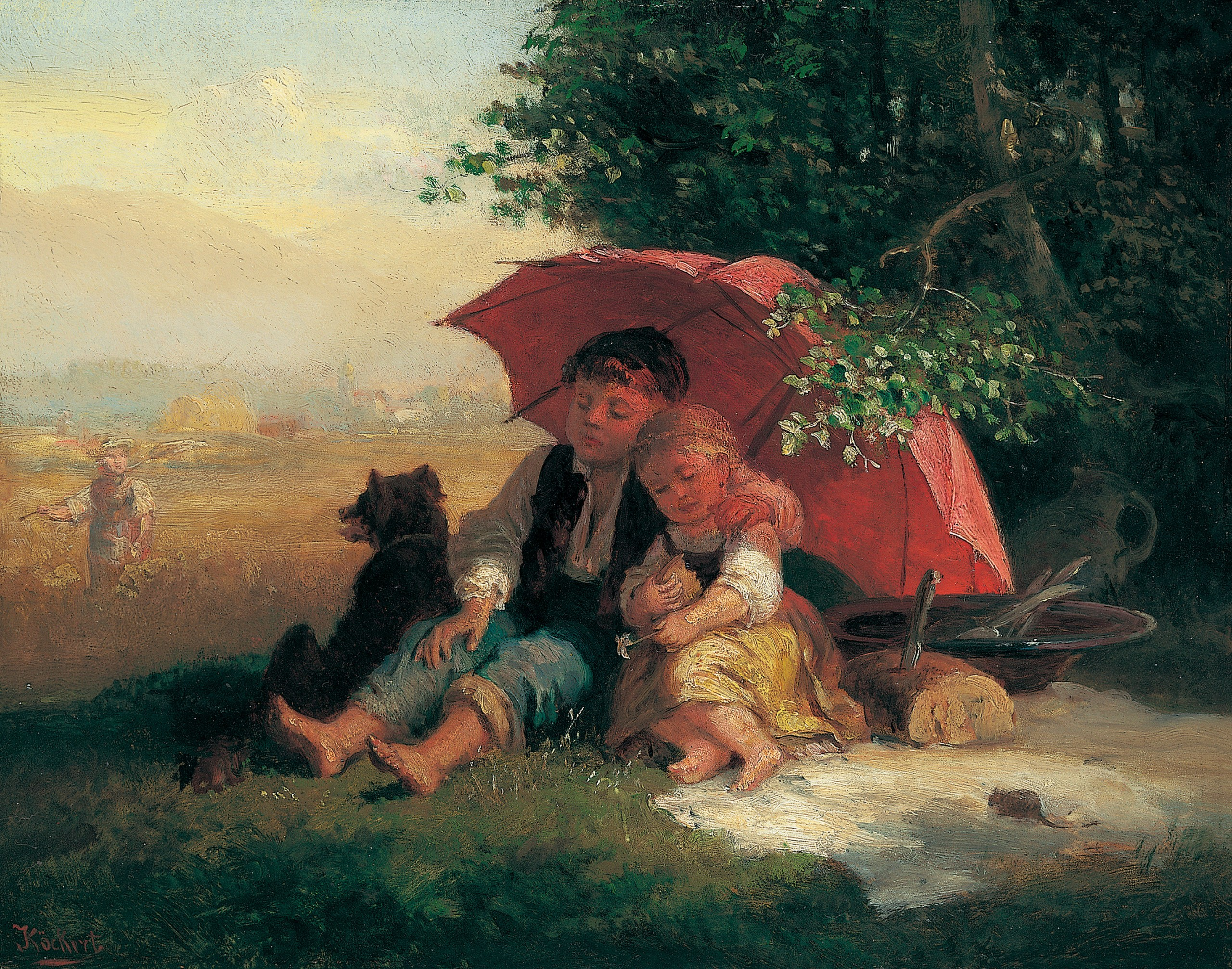
Barn under parasoll, ca 1870